# De Laatste Showband
De Laatste Showband was bij de eerste twaalf seizoenen, van 1999 tot 2011, het vaste huisorkest van De laatste show, een praatprogramma op de Vlaamse zender VRT dat werd gepresenteerd door Bruno Wyndaele, Mark Uytterhoeven, Frieda Van Wijck en Michiel Devlieger. De muziekgroep stond onder leiding van Patrick Riguelle en bood de muzikale ondersteuning van het programma. Zo leidde de groep de gasten in en speelde op het eind van de aflevering een volledig nummer, al of niet met de muzikale gast van de avond. De band bestond uit een drummer, een pianist, twee gitaristen, een bassist en enkele zangers. Riguelle bespeelt naast gitaar soms ook andere instrumenten als bijvoorbeeld een rasp.

## Muzikanten
- Patrick Riguelle (zang, gitaar, slidegitaar, en andere)
- Chris Peeters (gitaar)
- Jan Hautekiet (keyboards)
- Bert Embrechts (bas)
- Joost Van den Broeck (drums)
- Barbara Dex (zang)
- Kathleen Vandenhoudt (zang)
- Piet Van den Heuvel (zang)
- Tom Vanstiphout (gitaar)
- Bart Buls (bas)
- Wladimir Geels (bas)
- Leo Caerts (keyboards)
- Paul Poelmans (keyboards)
- Dirk Jans (drums)

## Opmerkelijke optredens
Tijdens de uitzending van De Laatste Show op 11 november 2009 speelde de band onverwacht samen met Sting het nummer "Message in a bottle".